# رضا موتوری
رضا موتوری نام فیلم درام ایرانی است به نویسندگی و کارگردانی مسعود کیمیایی و با بازی بهروز وثوقی، فریبا خاتمی، پروین ملکوتی و بهمن مفید که در سال ۱۳۴۹ اکران شده است. رضا موتوری به تهیه‌کنندگی علی عباسی، محصول «سازمان سینمایی پیام» است.

## خلاصه داستان
رضا که خود را به دیوانگی زده است به اتفاق دوستش بدون اطلاع مسئولان از تیمارستان خارج می‌شود و بعد به کارخانه‌ای دستبرد می‌زند. از سوی دیگر فرخ، جوان نویسنده‌ای که بسیار شباهت به او دارد، به منظور تحقیق در مورد زندگی دیوانه‌ها به تیمارستان می‌آید و در تیمارستان جایش با رضا عوض می‌شود. از طرف دیگر رضا وارد زندگی اشرافی نویسنده می‌گردد. او بعد از چندی عاشق نامزد نویسنده - فرنگیس - می‌شود و قصد تحویل پول‌ها را دارد که دوستانش وی را در دام انداخته و به‌شدت مجروحش می‌کنند و پول‌ها را می‌ربایند. رضا بی‌رمق سوار موتور می‌شود، اما با یک کامیون شهرداری تصادف می‌کند و ...

## بازیگران

بهروز وثوقی در نمایی از فیلم

- بهروز وثوقی
- فریبا خاتمی
- بهمن مفید
- حسن شاهین
- جلال پیشوائیان
- حمیده خیرآبادی
- پروین ملکوتی
- محسن مهدوی
- سعید کنگرانی

## تولید فیلم
خرداد ۱۳۴۹: در مرحله تدوین فیلم

## موسیقی متن
موسیقی فیلم اثر اسفندیار منفردزاده بوده و فرهاد مهراد ترانهٔ فیلم با نام «مرد تنها» (سرودهٔ شهیار قنبری) را خوانده است. این ترانه بعدها توسط اندی بازخوانی شده است.

## جایزه‌ها و نامزدی‌ها
| جشنواره سینمایی سپاس ۱۳۴۹ | بهترین بازیگر نقش اول مرد | بهروز وثوقی        | برنده |
| جشنواره سینمایی سپاس ۱۳۴۹ | بهترین موسیقی متن         | اسفندیار منفردزاده | برنده |

- ۱۳۶۵ - شرکت در بخش مسابقهٔ سومین دورهٔ جشنواره فیلم‌های ایرانی در سینما اتوپیا پاریس - علی عباسی
- ۱۳۸۲ - شرکت در بخش مسابقهٔ تهران، سیمای یک شهر جشنواره فروم دزایماژ پاریس - علی عباسی